# Khenifra nationalpark
Khenifra nationalpark er en nationalpark i det centrale Marokko øst for byen Khenifra. Parken blev oprettet i 2008 og har et areal på 842 km²2. Søerne Aguelmame Aziza og Aguelmame Sidi Ali ligger i parkens område.